# آنا کارولینا شمیدلووا
 آنا کارولینا شمیدلووا (اسلواکی: Anna Karolína Schmiedlová؛ زادهٔ ۱۳ سپتامبر ۱۹۹۴) یک تنیس‌باز اهل اسلواکی است.